# Schloss Mannheim

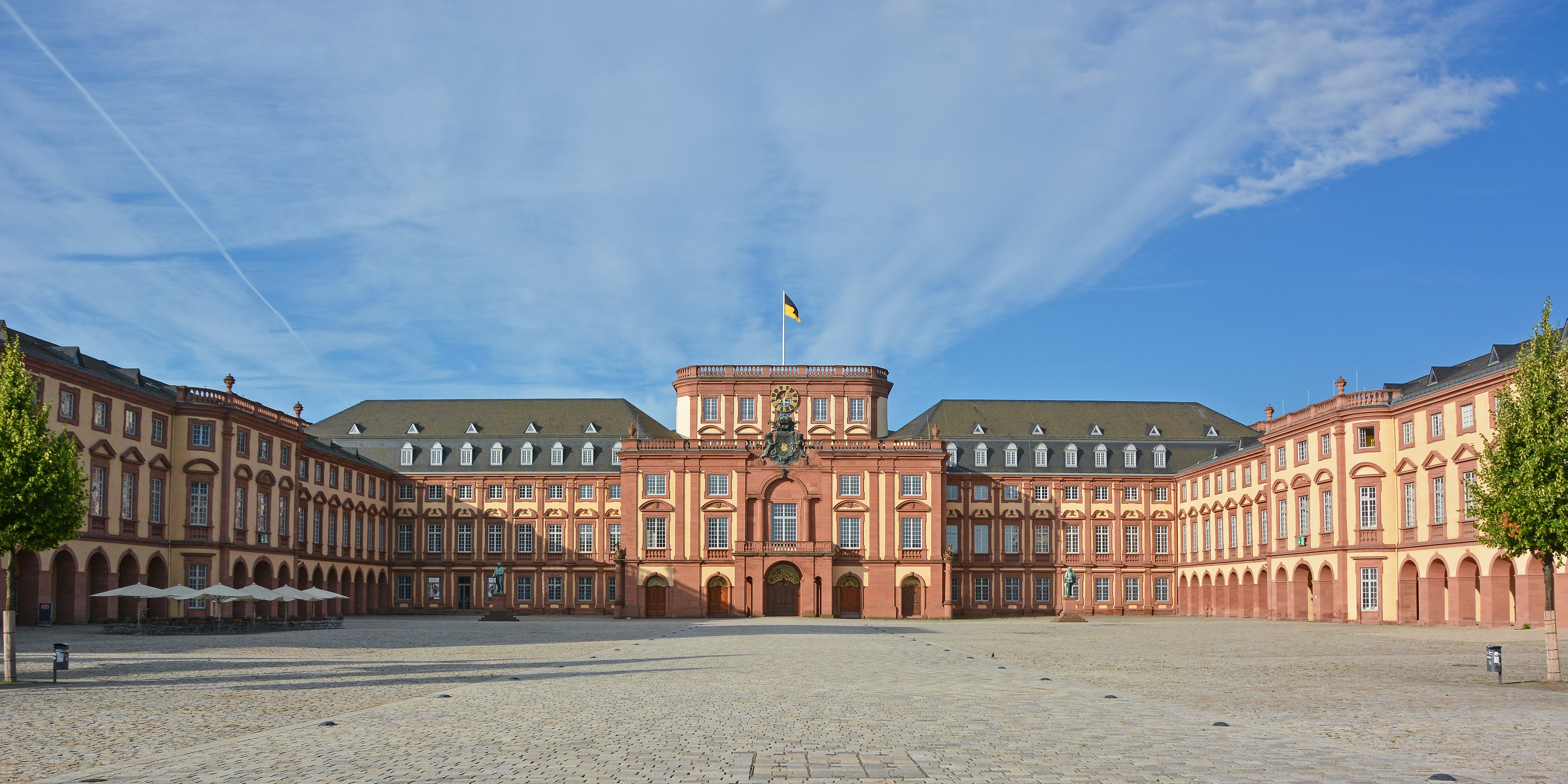
Schloss Mannheim, Stadtseite

Schloss Mannheim ist eine ehemalige Residenz der Kurfürsten von der Pfalz in der baden-württembergischen Stadt Mannheim. Die barocke Dreiflügelanlage wurde ab 1720 im Auftrag von Karl Philipp von der Pfalz nach Entwurf von Jean Clemens Froimon erbaut. Hervorzuheben sind das Treppenhaus, der Rittersaal und das Kaiserliche Quartier. Seit 1967 dient es als Sitz der Universität Mannheim.

## Baugeschichte

### Von der Festung zum Schloss

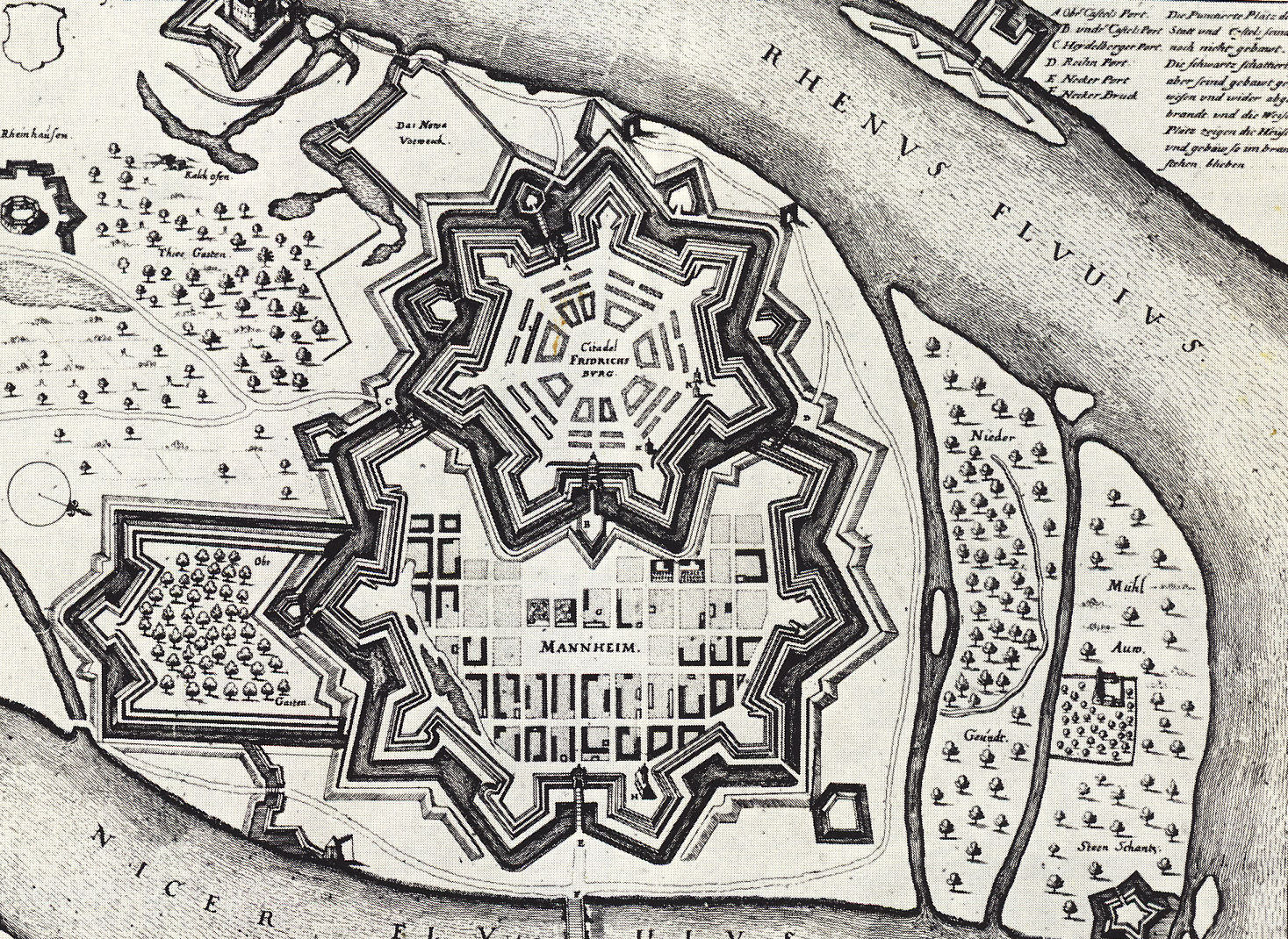
Festung Friedrichsburg, Stich von Merian d. Ä. (1645)

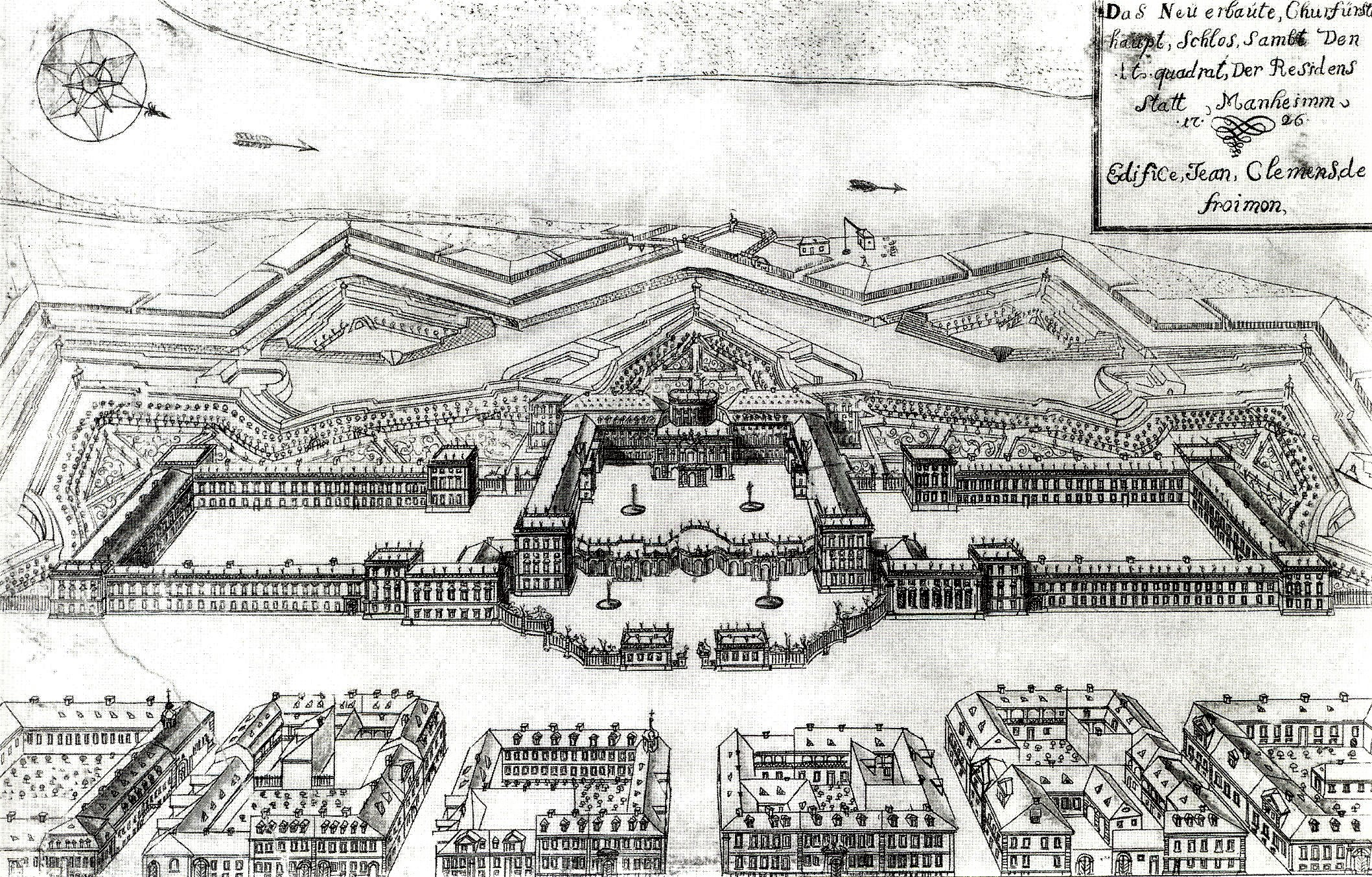
Entwurf des Schlosses, Stich von Froimon (1725)

Friedrichsburg war der Name einer Festung, die Kurfürst Friedrich IV. von der Pfalz 1606 auf der Gemarkung des damaligen Dorfes Mannheim gemeinsam mit der Rheinschanze auf dem anderen Rheinufer anlegen ließ. Nach Zerstörungen im Dreißigjährigen Krieg durch kaiserliche Truppen wurde die „protestantische“ Zitadelle 1664 durch einen einfachen Schlossbau des Architekten Daniel de la Rousse abgelöst, der aus drei Pavillons mit Verbindungsbauten bestand. 1673 erbaute der damalige kurpfälzische „Baumeisterei-Adjunktus“ Johann Peter Wachter eine Kaserne auf dem Festungsgelände. Mannheim und mit ihm dieses Schloss wurden 1689 während des Pfälzischen Erbfolgekriegs zerstört. Der Wiederaufbau Mannheims wurde auf dem Grundriss einer von starken Mauern umgebenen Festung nach den starken Zerstörungen während des Pfälzischen Erbfolgekriegs bereits 1698, ein Jahr nach dem Frieden von Rijswijk, begonnen. Der Wiederaufbau erhielt neuen Auftrieb, als Kurfürst Karl Philipp Mannheim zur Residenz erhob. Vorausgegangen war ein Streit des katholischen Kurfürsten mit den Reformierten wegen der Benutzung der Heiliggeistkirche in Heidelberg. Im April 1720 siedelte Karl Philipp mit dem Hofstaat nach Mannheim über und begann an der höchsten Stelle des Stadtgebietes, wo zuvor das Schloss des Kurfürsten Karl Ludwig gestanden hatte, mit der Errichtung eines neuen Schlosses. Man vermutet, dass der erste Plan von Louis Rémy de la Fosse stammte, dem Hofarchitekten des Landgrafen von Hessen-Darmstadt. An einen vorhandenen Plan war jedenfalls der Mainzer Baumeister Johann Kaspar Herwarthel gebunden, der mit der Grundsteinlegung im Juli 1720 die Bauleitung übernahm.
Die Grundsteinlegung des Schlosses am 2. Juli 1720 beschreibt Friedrich Walter in seiner Geschichte Mannheims folgendermaßen: „In der Frühe mit seinem Schwiegersohn, dem Pfalzgrafen von Sulzbach, von Schwetzingen aus in Mannheim eingetroffen, begab Kurfürst Carl Philipp sich, vom ganzen Hofstaat, von den Ministern und Regierungsbeamten und den Stadtratsmitgliedern begleitet in feierlichem Zug zu dem Platze, wo der erste Stein gelegt werden sollte Mit Rücksicht darauf, daß mit dem Schloß eine Hofkapelle verbunden sein sollte, hatte der Weihbischof von Worms der an ihn ergangenen Einladung Folge geleistet und nahm die rituelle Weihe des Grundsteins vor Nach Beendigung der kirchlichen Zeremonien trat der Kurfürst aus seinem Zelt in die Baugrube und legte ‚mit den größten Zeremonien verschiedene alte Gelder, neue von Gold und Silber geprägte Medaillen, auch der Teilnehmer Namen‘, so auf Pergament geschrieben waren, in den ersten Stein: Das Ratsprotokoll schließt seinen Bericht über diesen für Mannheim denkwürdigen Akt folgendermaßen: ‚Wonach dann Ihre Kurfürstliche Durchlaucht und der Hofstaat samt allen anwesenden Herren Räten, Bedienten und übrigen sich wiederum in das dermalige kurfürstliche Haus begeben, und als dieselbe ausgestiegen, haben sie zu den da gestandenen Ratsherren gesagt: ‚Jetzt ist der Anfang gemacht, zweifelt nicht mehr daran, Gott segne es!‘ Da sie sich dann die Stiege hinaufbegeben und sofort zur Tafel geblasen worden. Abends gegen 7 Uhr sind Ihro Kurfürstliche Durchlaucht, Ihro Durchlaucht der Pfalzgraf und die hier gewesenen Ministri und Bedienten wieder ab und nach Schwetzingen gefahren – Gott der Allerhöchste wolle seine Gnade dazu verleihen, daß das nunmehro angefangene Schloß bald zur Perfektion gebracht werden möge.“

### Beginn unter Karl Philipp

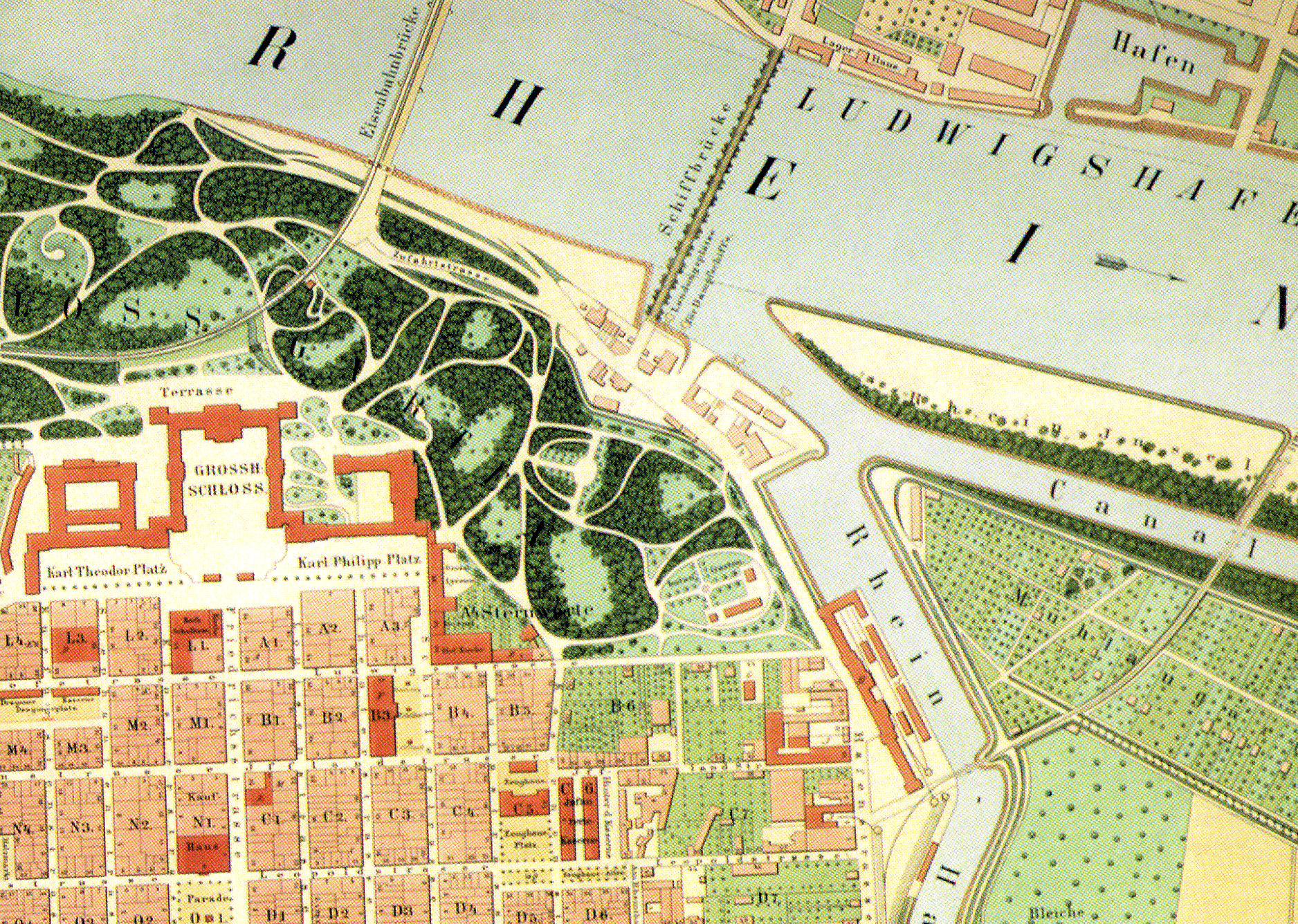
Plan mit Schloss und Stadt (1869)

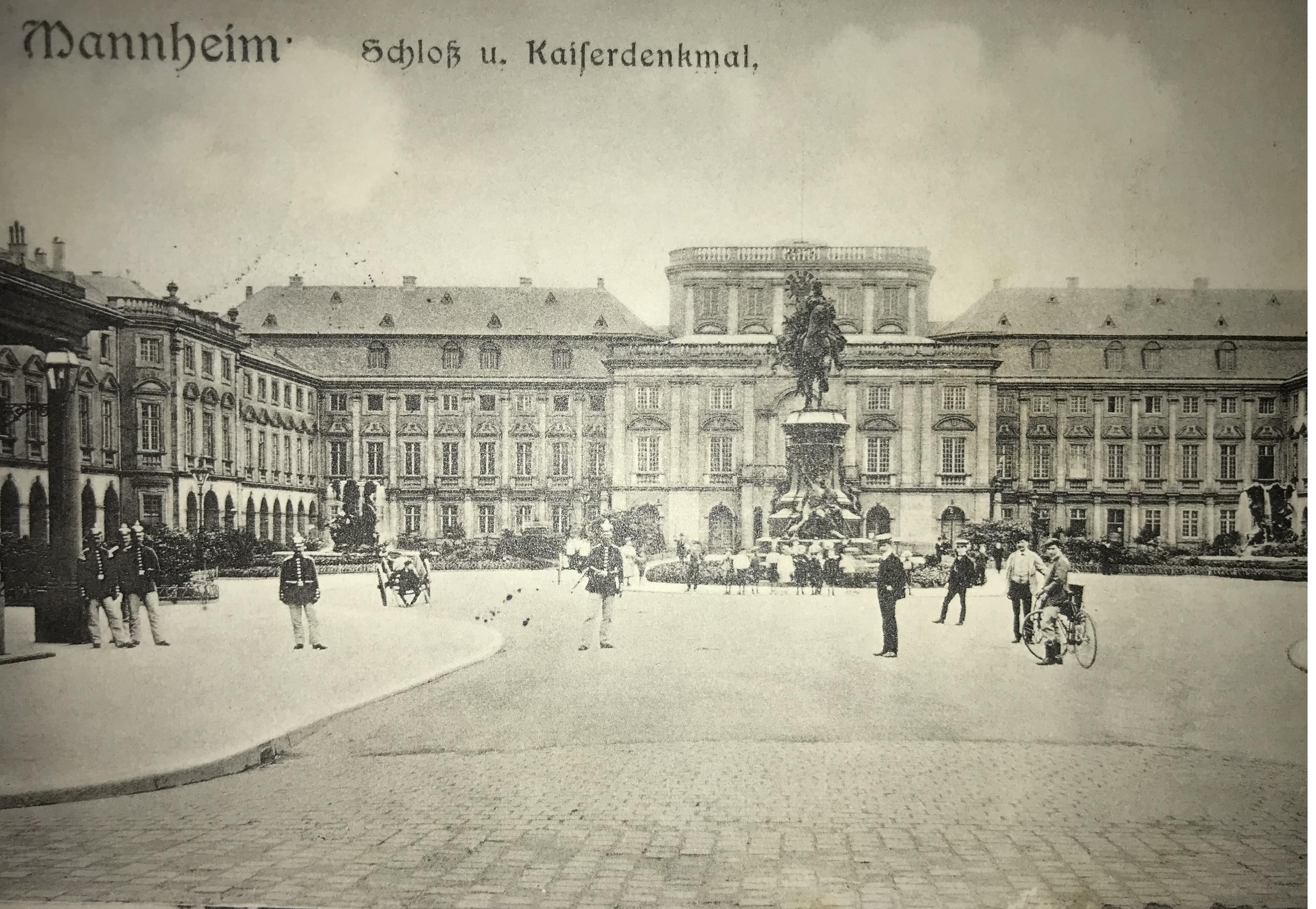
Schloss Mannheim 1912

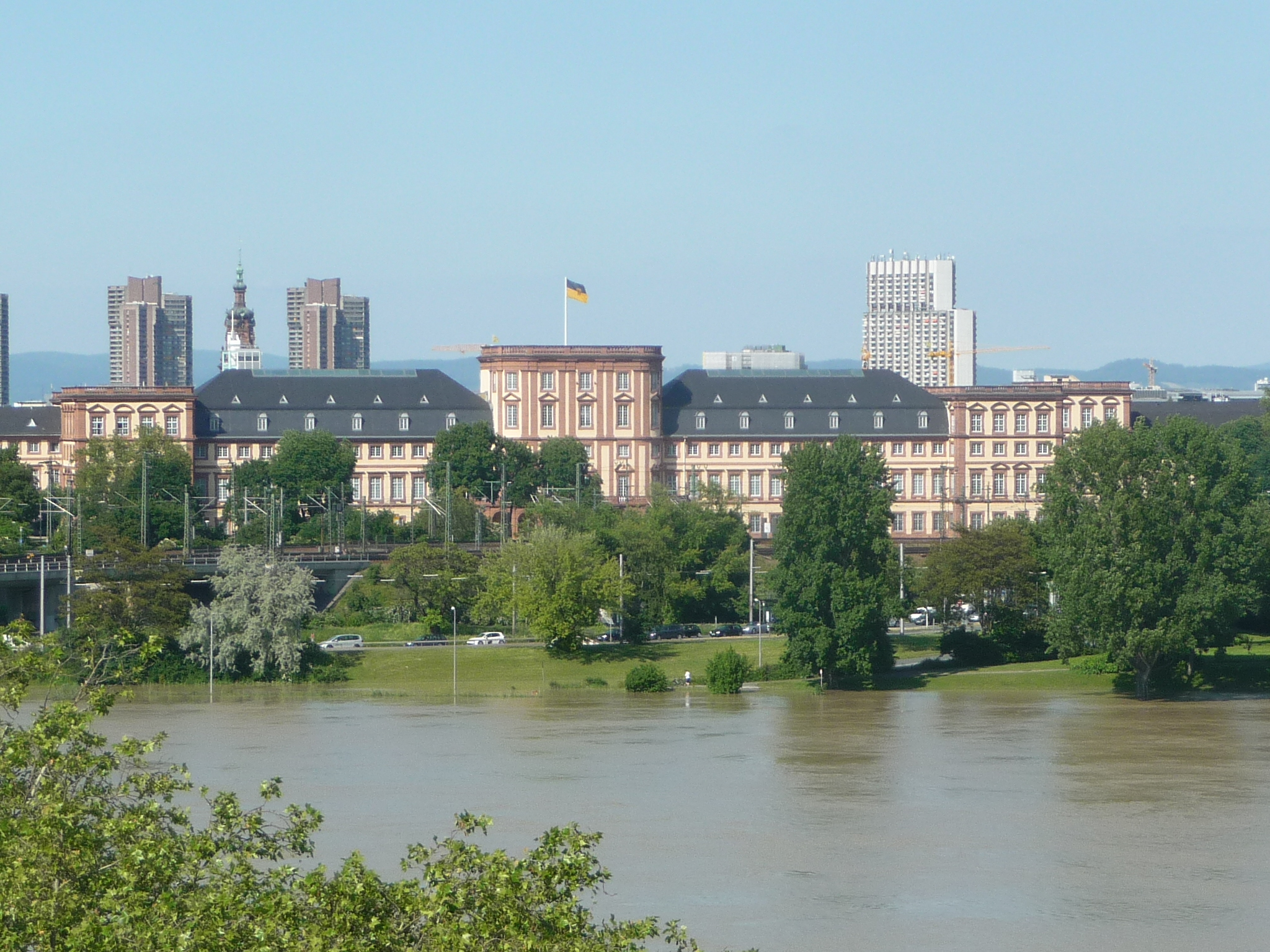
Schloss Mannheim, Gartenseite

Nach dem frühen Tod Herwarthels am 5. November 1720 wurde Jean Clemens Froimon als Schlossbaumeister angestellt, der bis dahin im Dienste des Bischofs von Speyer gestanden hatte. Mit Froimon begann 1720 die erste Bauperiode des Schlosses, von ihm stammt nachweislich auch das bestimmende Projekt. Er musste hartnäckige Auseinandersetzungen mit dem Kurfürsten führen, die 1726 zu seiner Entlassung in Ungnade führten. Auf Froimon gehen dennoch im Wesentlichen die Fassadengestaltung des Hauptbaus, die Ausführung der Dächer sowie die Gestaltung der Schlosskirche als eines eigenständigen Baugliedes zurück. Froimon soll auch bewirkt haben, dass die ursprünglich nur zweigeschossig geplanten Seitenflügel entgegen den ursprünglichen Planungen dreigeschossig ausgeführt wurden, wodurch sie sich von den gegenüberliegenden Bürgerhäusern besser abhoben. Auch fügte sich der Hauptbau nun harmonischer in die gesamte Anlage ein.
Von der Grundsteinlegung bis zur Fertigstellung der ersten Teilgebäude vergingen etliche Jahre. So verlegte Kurfürst Carl Philipp seine Winterresidenz ins Oppenheimersche Haus im Quadrat R 1, 1. Den Sommer verbrachte er ohnehin auf seinem Landsitz, dem Schwetzinger Schloss. Mehrmals drohte der Neubau eingestellt zu werden, weil die Pläne die finanziellen Mittel weit überstiegen. 1721 wurde zwar die Schlossbausteuer auf jährlich 75.000 Gulden festgesetzt, und der Kurfürst ließ sie unnachsichtig eintreiben, doch auch dadurch konnten die hohen Ausgaben niemals gedeckt werden. 1725 wurde die erste Gesamtansicht des Schlosses durch Froimon veröffentlicht. Der auf dieser Zeichnung zu sehende reiche Figurenschmuck wurde aus finanziellen und architektonischen Gründen nicht verwirklicht. Ebenso verzichtete man auf die Balusterbekrönung für das ganze Gebäude und beschränkte diese auf die Pavillons und den Mittelbau.
Guillaume d’Hauberat, der Froimon als Hofbaumeister 1726 ablöste, kam aus der Pariser Schule von Robert de Cotte und hatte nach Plänen seines Meisters das Poppelsdorfer Schloss bei Bonn für den Kölner Erzbischof Joseph Clemens von Bayern erbaut. Auf ihn geht die Innengestaltung des Haupttreppenhauses, des Rittersaals und der Schlosskirche zurück. Die Deckengemälde dieser Räume schuf 1728 bis 1730 Cosmas Damian Asam. Das Frontispiz der Schlosskirche zeigt Motive des italienischen Barock, der Dreiecksgiebel über dem Portal enthält ein Figurenrelief des pfälzischen Hofbildhauers Paul Egell, der auch weiteren Reliefschmuck im Inneren des Schlosses schuf. Das Hochaltargemälde von 1729 mit dem Motiv der Heimsuchung Mariä wurde von Paul Goudreau gemalt. Unter der Schlosskirche wurde eine Gruft eingerichtet. Am 13. Mai 1731 wurde die Schlosskirche eingeweiht, und im November desselben Jahres konnte der Kurfürst das Schloss beziehen. Danach ruhten die Bauarbeiten vorerst. Hauberat und Asam wurden 1732 zu Hofkammerräten ernannt. 1734 wurde Violanta Theresia, die dritte Gemahlin Karl Philipps, in der Gruft der Schlosskirche beigesetzt. 1736 erging ein Vertrag an den Maler Antonio Pellegrini zur Gestaltung der Deckengemälde in vier Sälen östlich des Rittersaals.

### Vollendung unter Karl Theodor

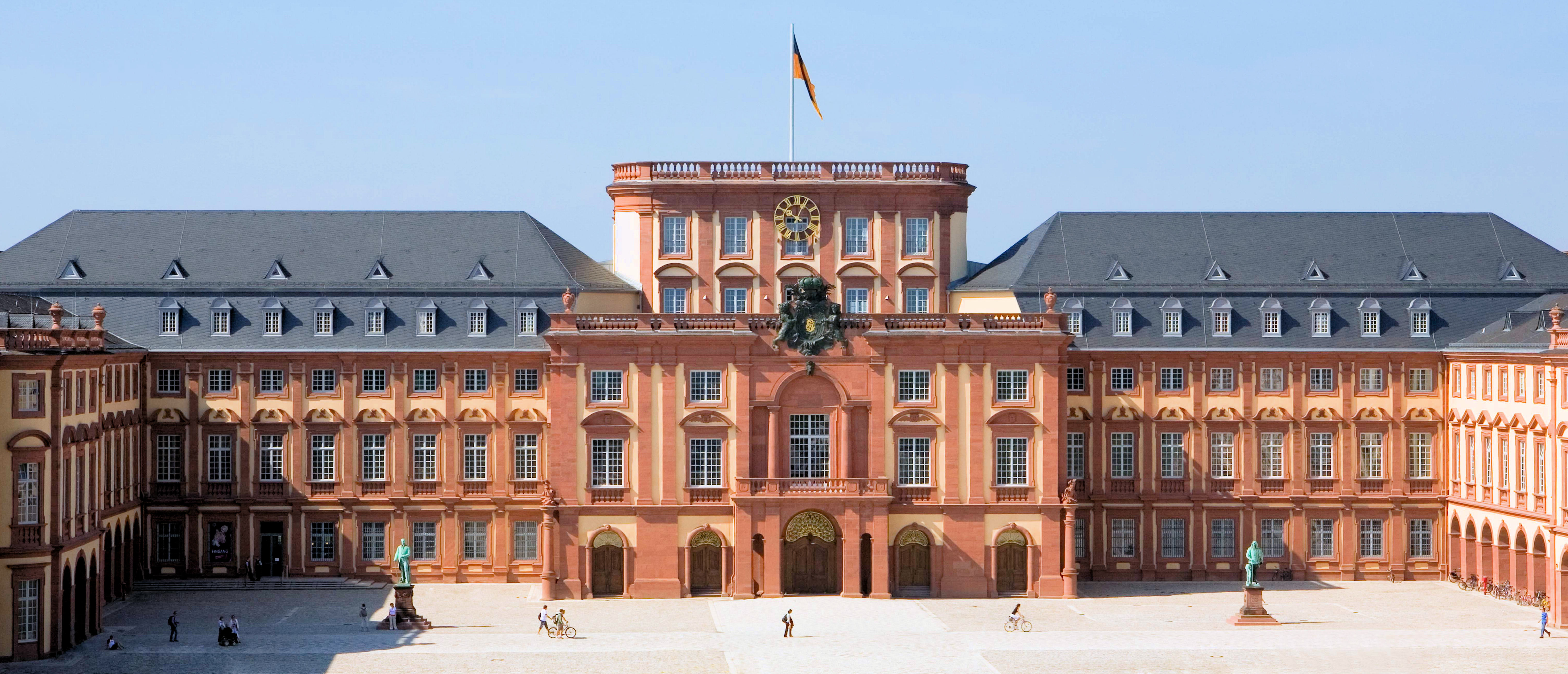
Schloss Mannheim, Mittelbau

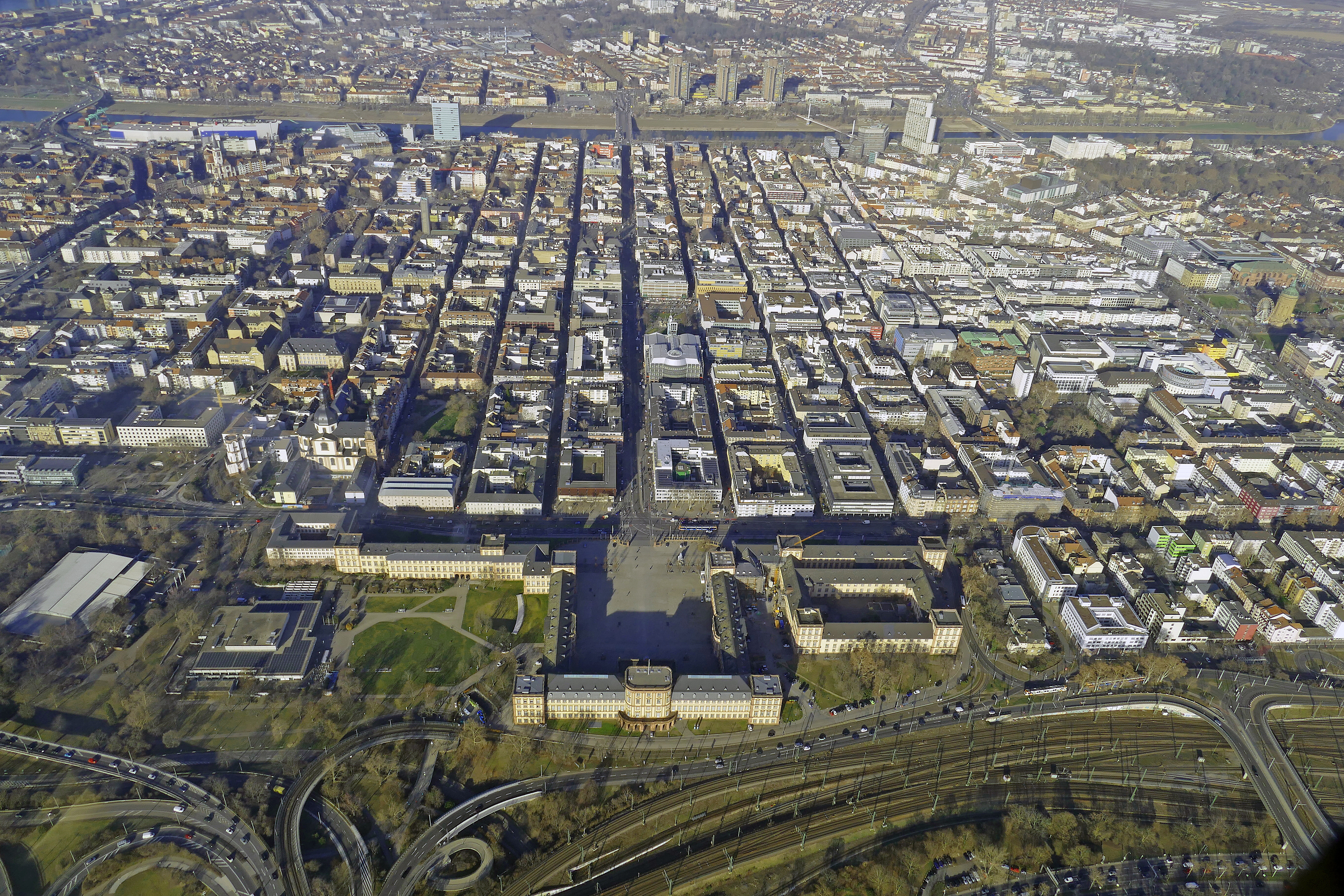
Luftbild mit Schloss und Stadt

Mit Alessandro Galli da Bibiena setzte 1740 die zweite Bauperiode des Schlosses ein. Er entstammte einer Bologneser Architektenfamilie und hatte auch die Mannheimer Jesuitenkirche entworfen. An das von ihm bereits 1737 begonnene Opernhaus, seine bedeutendste Leistung, schloss sich außerdem der ab 1740 erbaute westliche Außenflügel als Verbindung zum Jesuitenkolleg an. Architekt Bibiena wurde 1740 geadelt und 1741 zum Oberbaudirektor ernannt. Mit der Einweihung des Opernhauses bei der Hochzeit Karl Theodors im Jahr 1742 endete die zweite Bauperiode. Am 31. Dezember 1742 starb Kurfürst Karl Philipp und wurde ebenfalls in der Gruft der Schlosskirche beigesetzt. Anschließend herrschte bis auf Ausbauten im Inneren Ruhe am Bau. Nach Bibienas Tod 1748 wurde Hauberat zum Oberbaudirektor ernannt.
Nicolas de Pigage leitete 1750 die dritte und letzte Bauperiode des Schlosses ein. Karl Theodor zögerte lange, bis er sich zum Ausbau des Ostflügels entschloss, der die Kunst- und wissenschaftlichen Sammlungen, die Schatzkammer, die kurpfälzische Hofbibliothek und das Archiv aufnehmen sollte. 1751 begann unter Werkmeister Johann Jakob Rischer dieser letzte Bauabschnitt. 1752 wurde Pigage zum Oberbaudirektor ernannt. Er musste in der Ausgestaltung der durch ihn verantworteten Bauteile der Gestaltung der vorhandenen Bauten folgen und konnte daher eigene Entwürfe nur im Inneren einbringen. Auf ihn geht die Ausgestaltung des großen Bibliothekssaals und der anschließenden Galerien sowie des Bibliothekenkabinetts der Kurfürstin zurück. 1755 musste aus Kostengründen ein prunkvoller Anbau für die französische Komödie unterbleiben, 1756 ergingen weitere Sparverfügungen wegen der kostspieligen Bauten. Die wertvollen Parkettböden schuf Franz Zeller. Das Deckengemälde des großen Bibliothekssaals wurde 1758 durch Lambert Krahe vollendet, weitere Deckenmalereien von Philipp Hieronymus Brinckmann. Der gesamte Ostflügel war um 1760 fertiggestellt. Auch nach der Fertigstellung der Bauten erfolgten weitere Um- und Ausbauten im Inneren. So wurde 1767 im Pavillonsaal ein großer klassizistischer Kaminumbau von Franz Pozzi aufgestellt. Im Jahr 1760 kann das Schloss jedoch insgesamt als vollendet gelten.
Die monumentale Schlossanlage besteht aus mehreren Flügeln: dem Ostflügel, dem Ehrenhof-Ost, dem Mittelbau, dem Ehrenhof-West, dem Süd- und dem Westflügel. Außerdem sind eine Schlosskirche und die Schlossbibliothek in das Gebäude integriert. Die langgestreckten Fassaden haben zumeist drei Stockwerke, die in den Bau eingefügten vierstöckigen Pavillons lockern die Strenge der rechtwinkligen Architektur auf. Der Hauptbau und der Mittelpavillon sind jeweils einen Stock höher. Die historische Innenausstattung, besonders des Hauptgeschosses, war ein Gesamtkunstwerk von europäischem Rang. Farbgebend ist für das Schloss der Buntsandstein. Auf diesem wurde eine reinmineralische Lasur und  auf den Putzoberflächen Betonlasierung aufgetragen. Die weitläufige Anlage gehört mit ihrer Länge von fast 450 Metern und einer umbauten Fläche von sechs Hektar zu den größten Schlössern Europas. Das Mannheimer Schloss ist der zweitgrößte Barockschlosskomplex Europas nach Schloss Versailles. Beim Bau wurde darauf geachtet, dass es exakt ein Fenster mehr besitzt als Versailles. Dies sollte u. a. die bedeutende Stellung der Kurfürsten bei Rhein repräsentieren, die sie im Heiligen Römischen Reich einnahmen.
Vom Schloss ausgehend und auf dieses hin ausgerichtet sind die so genannten Mannheimer Quadrate, die Einteilung der Innenstadt nach Häuserblöcken statt nach Straßenzügen. Am gesamten Schloss ist das rechtwinklige, gleichmäßige Bauprinzip der Quadratestadt architektonisch aufgegriffen. Dem mittleren Baukomplex sind zu beiden Seiten im rechten Winkel langgestreckte Flügel angefügt, deren Hauptfront parallel zu den gegenüberliegenden Stadtquadraten verläuft. In seiner „Histoire de mon temps“ (Geschichte meiner Zeit) aus dem Jahr 1775 stellte Friedrich der Große das Mannheimer Schloss neben die Schlösser von Berlin, Nymphenburg und Ludwigsburg, neben die Reichskanzlei und die Karlskirche in Wien und zählte es zu den Bauwerken, die „zwar nicht denen von Athen und Rom vergleichbar sind, aber doch die gotische Baukunst unserer Vorfahren übertreffen“.

Historische Innenansichten
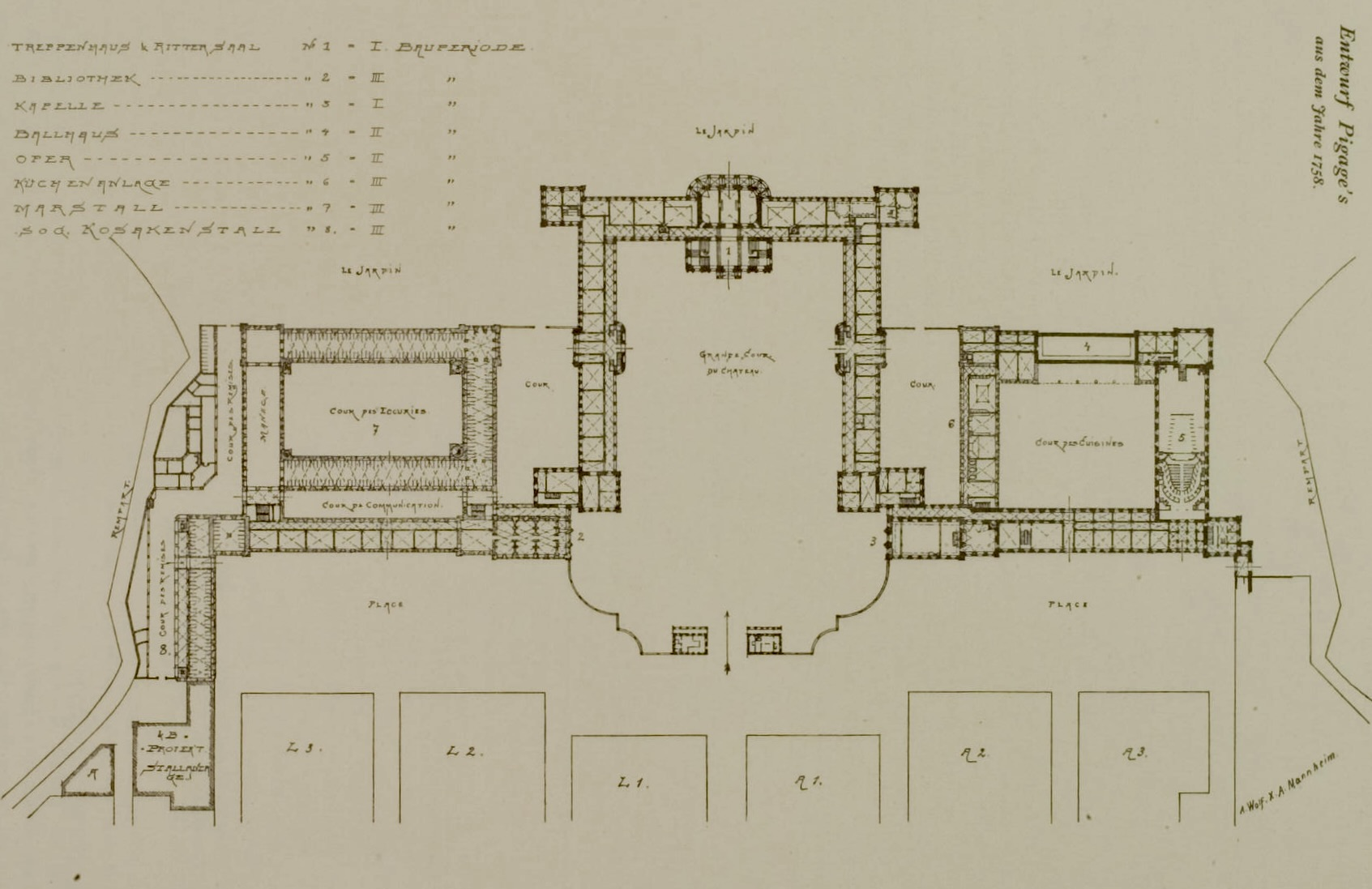
Grundriss
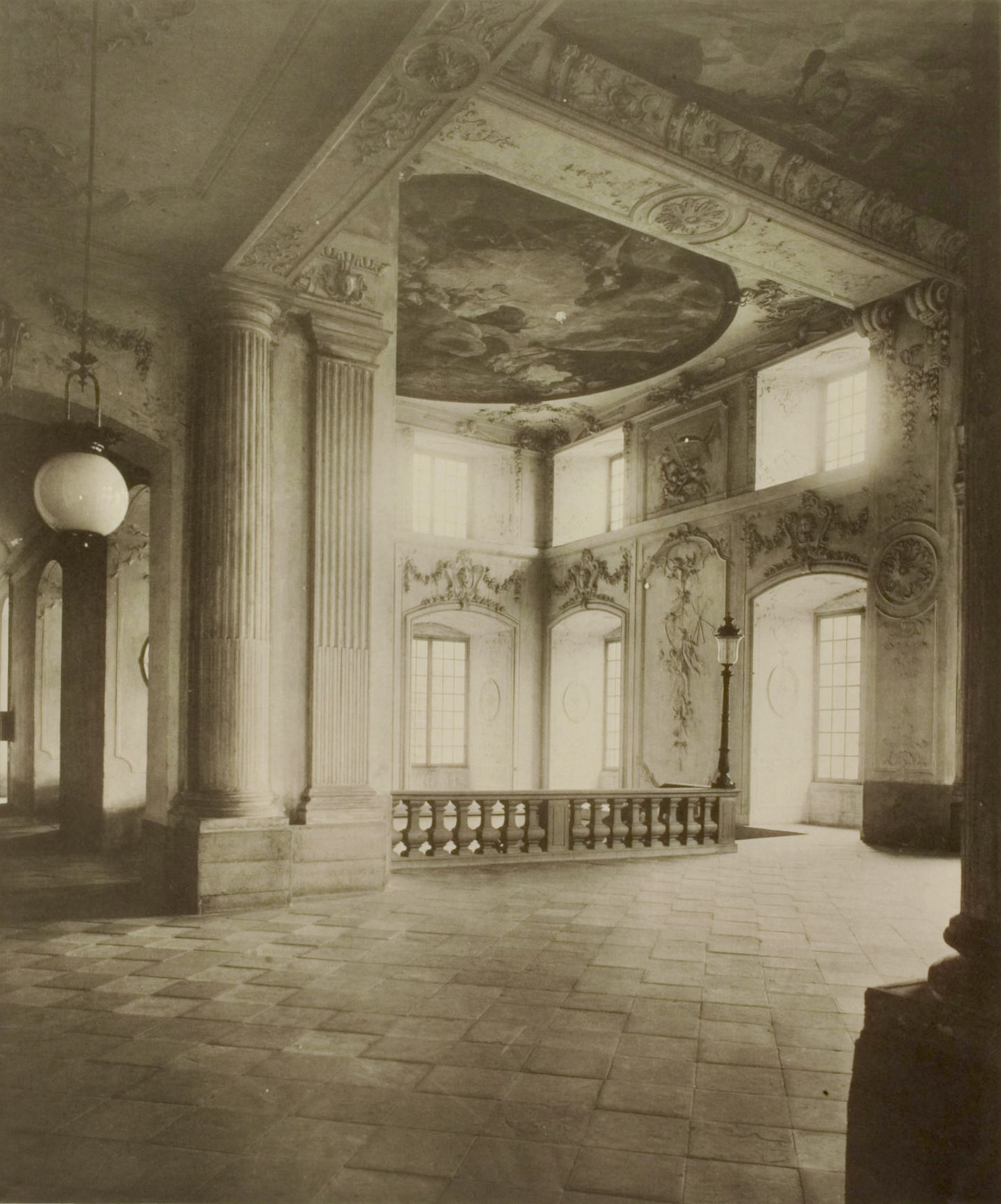
Treppenhaus
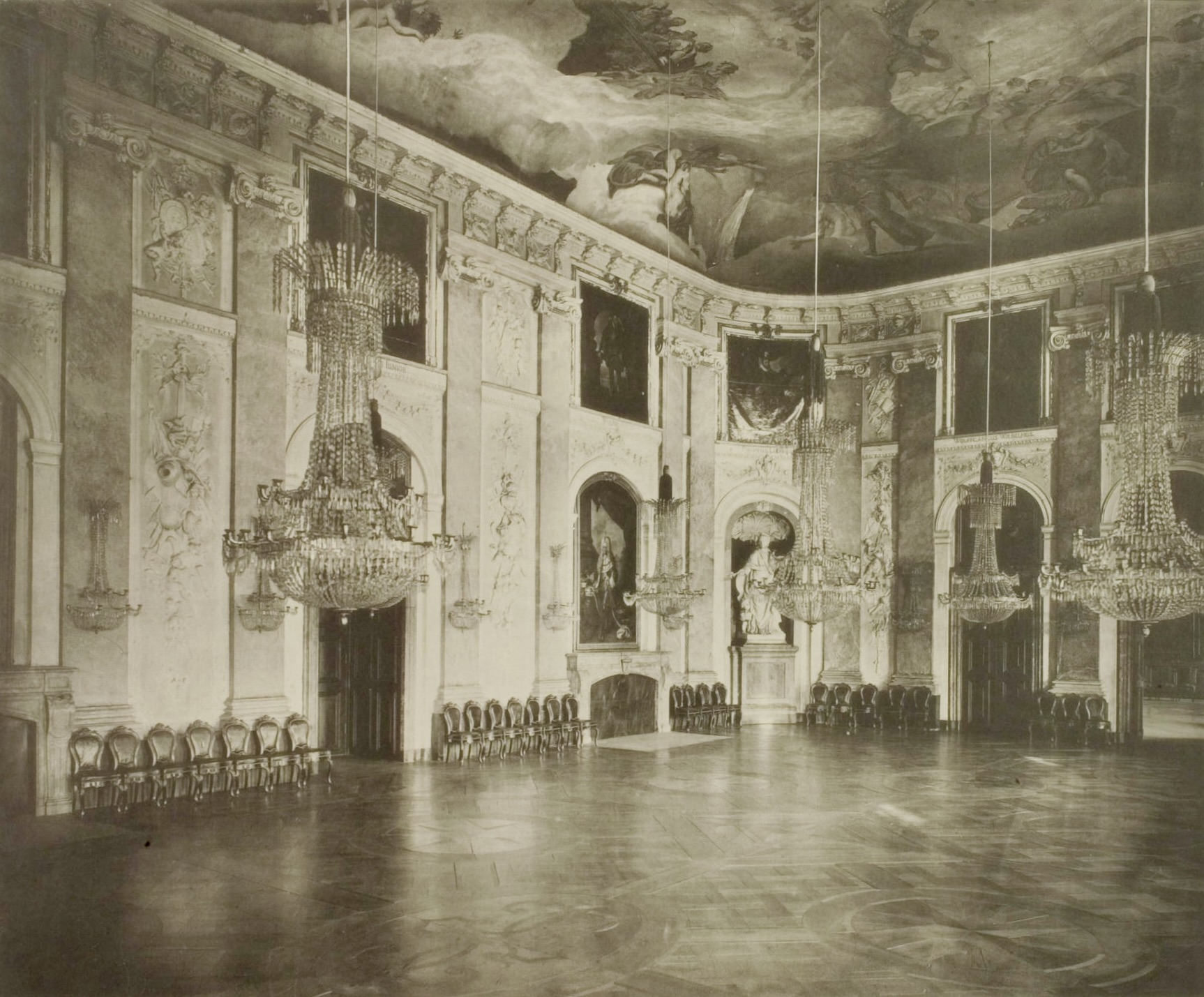
Rittersaal
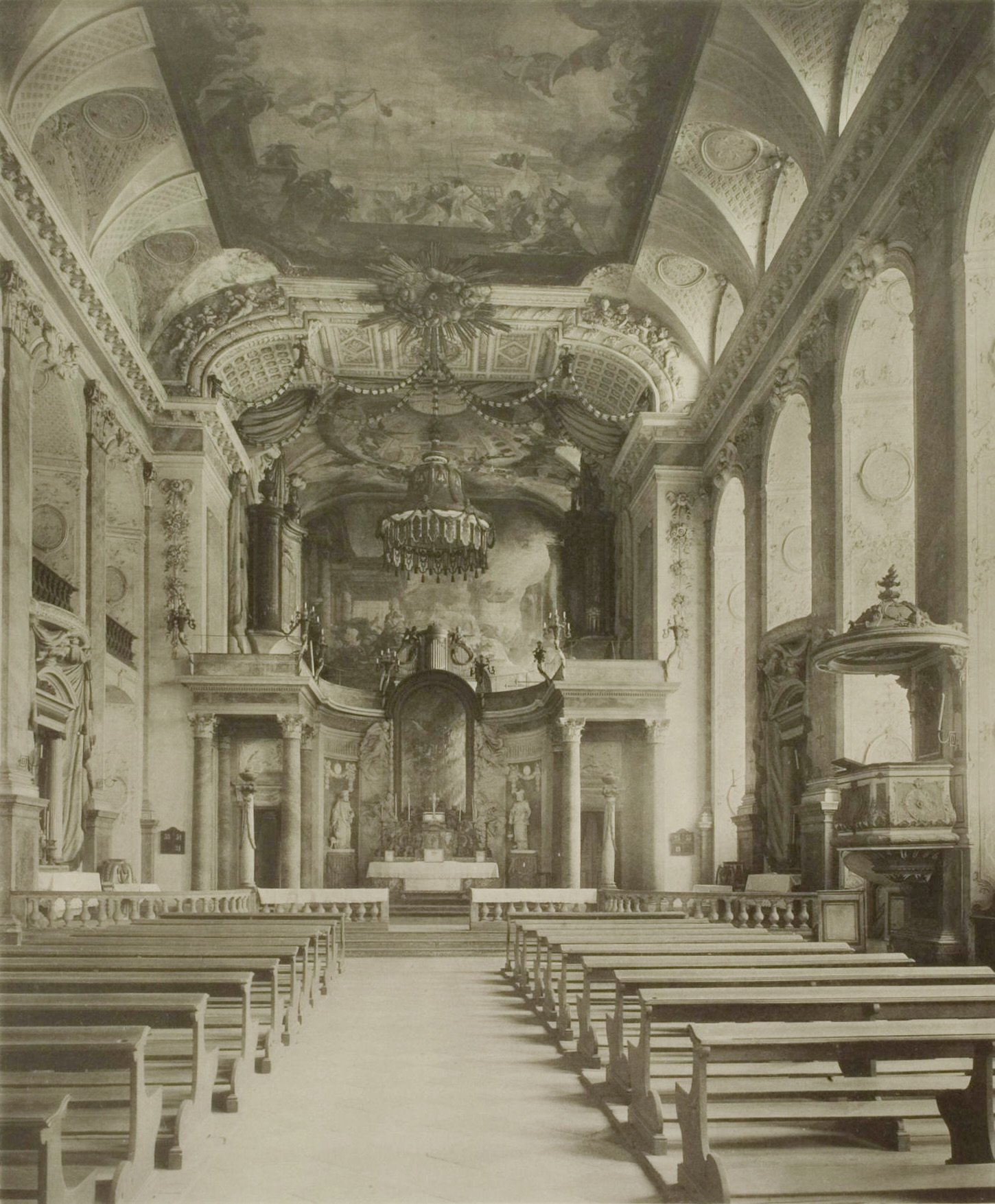
Hofkapelle
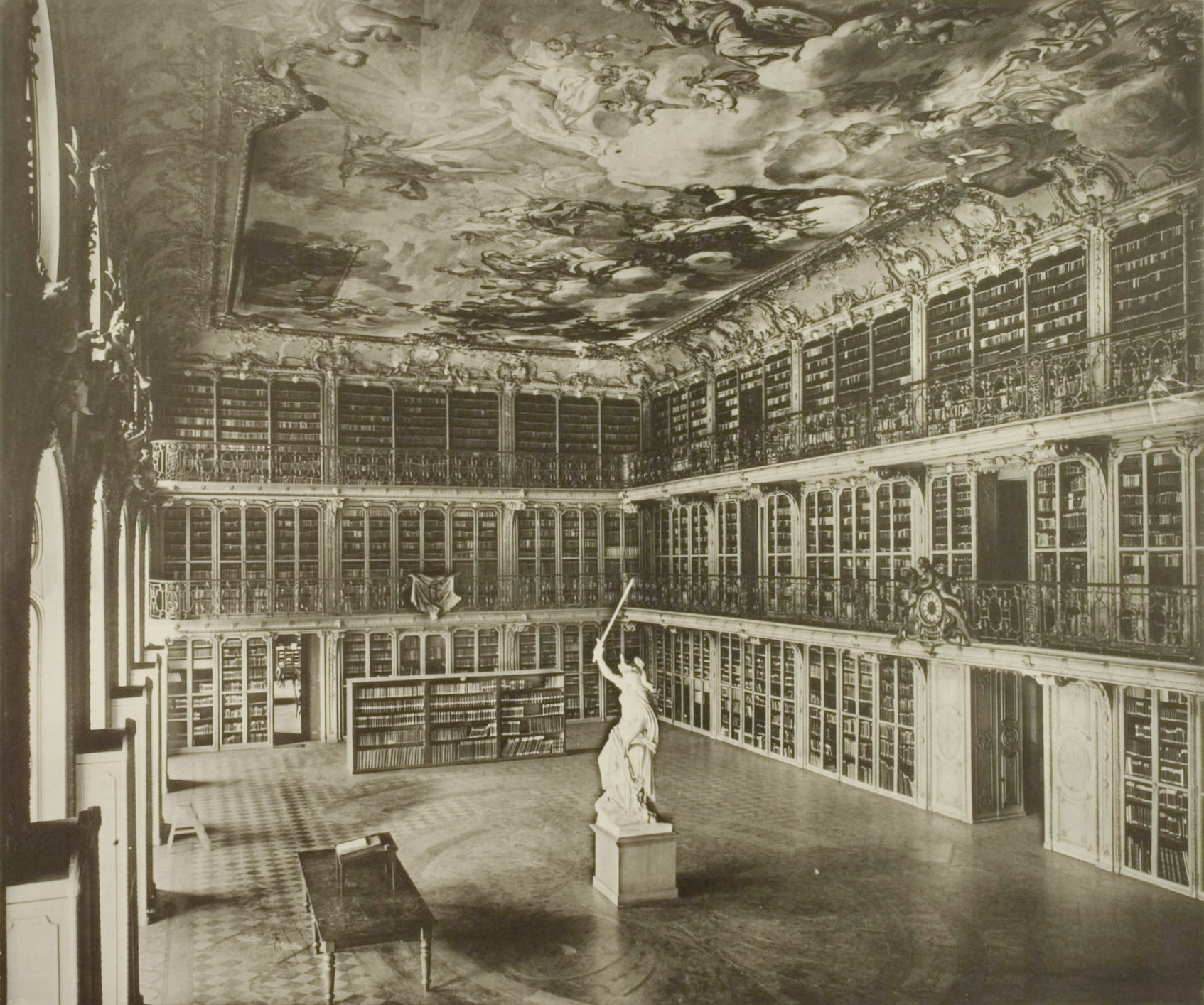
Hofbibliothek

## Nutzungsgeschichte

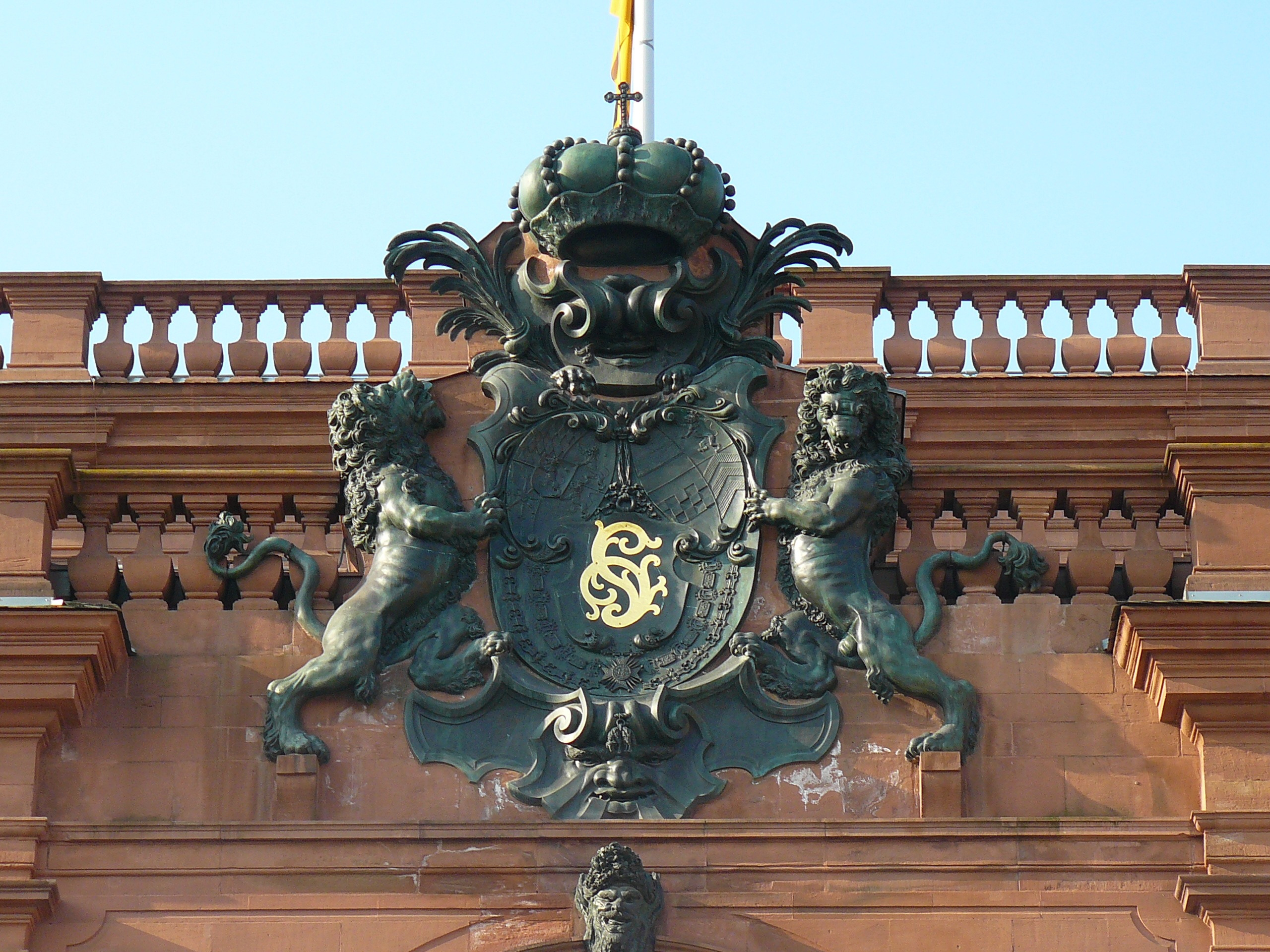
Fürstenwappen am Mittelbau

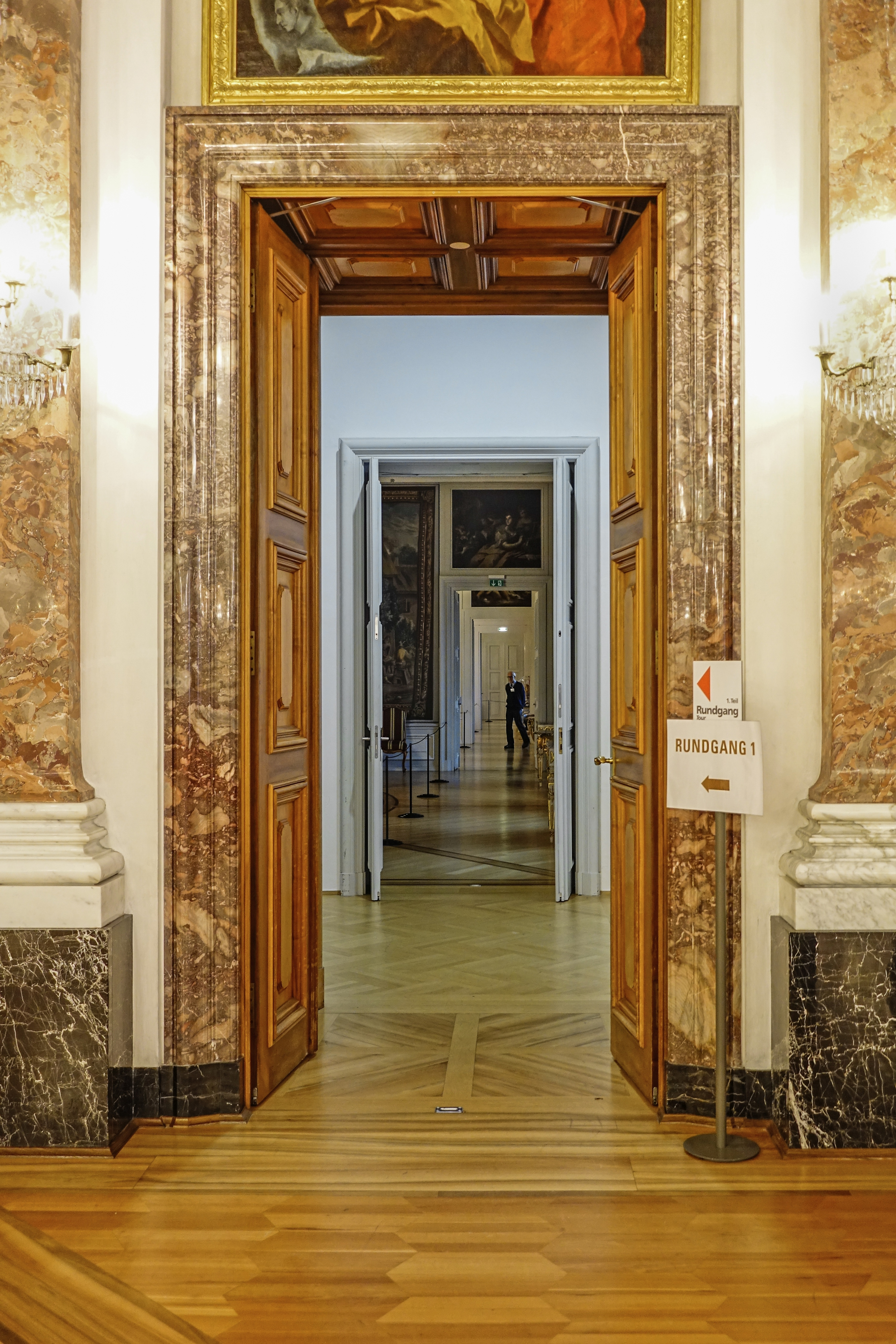
Raumfolge im Schlossmuseum

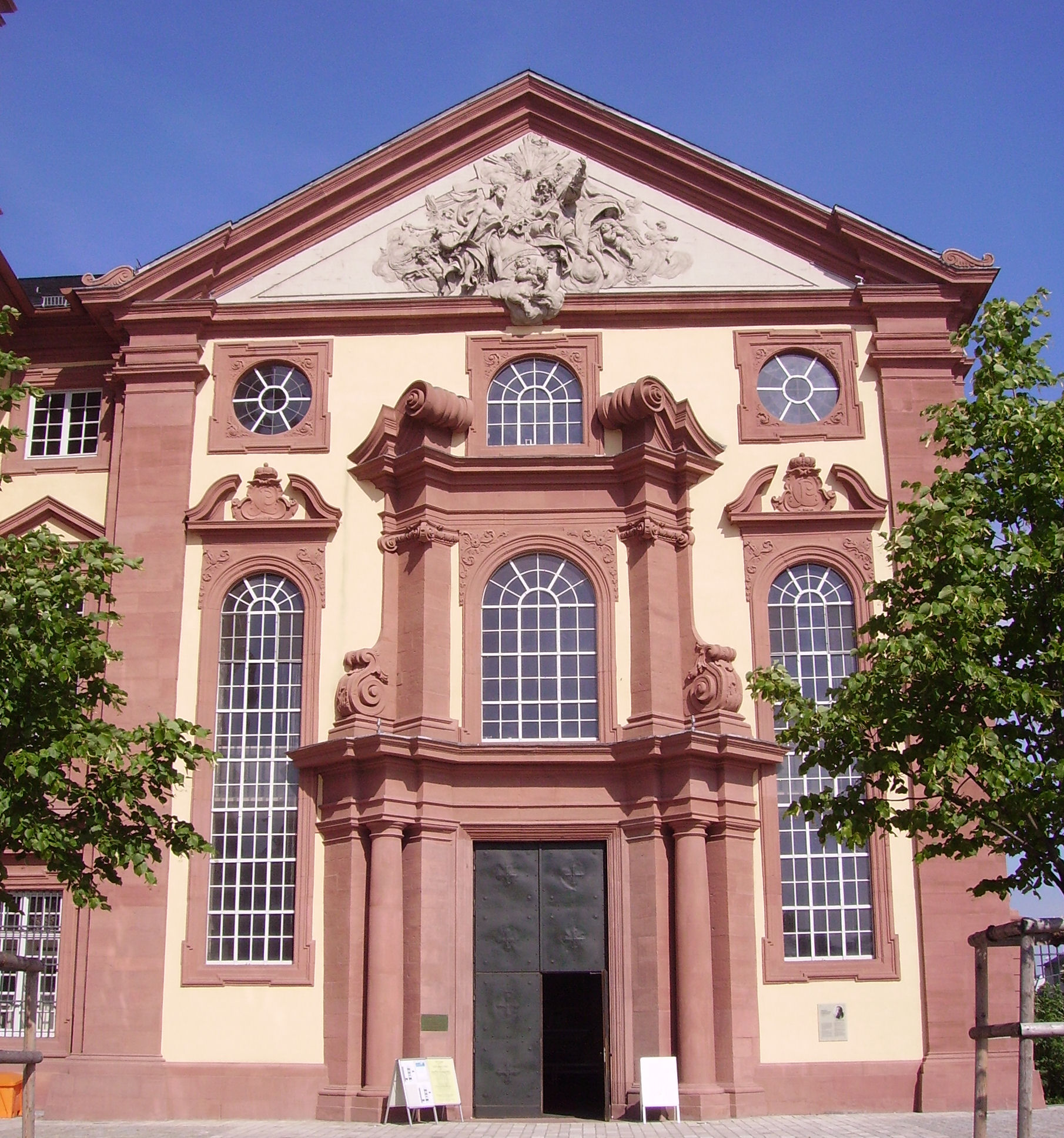
Schlosskirche, Außenansicht

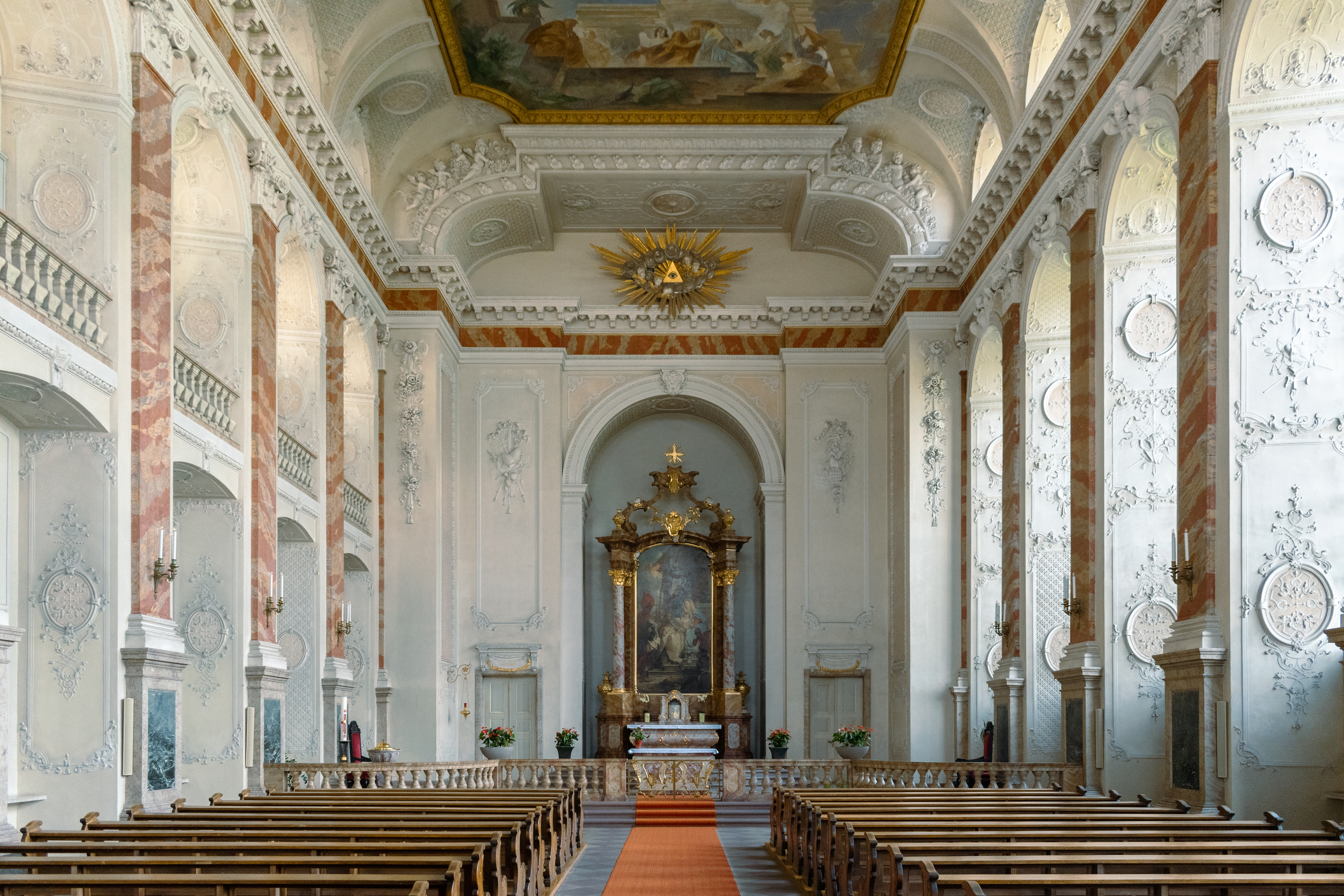
Schlosskirche, Innenansicht

### Kurfürsten und Großherzöge
Ab 1731 diente das Schloss als Residenz der Kurfürsten von der Pfalz. Im Jahr 1778 siedelte Karl Theodor infolge der Erbschaft von Kurbayern nach München über, und der Unterhaltungsbeitrag für die Schlösser Mannheim und Schwetzingen wurde bis 1784 von 75.000 auf 48.000 Gulden abgesenkt. Die von Alessandro Galli Bibiena erbaute Hofoper, die eines der größten und schönsten Opernhäuser Europas war, brannte bereits 17 Jahre nach dem Umzug Karl Theodors beim Beschuss der Stadt durch preußisch-österreichische Artillerie 1795 aus, als die Franzosen Mannheim besetzt hielten. Lange Zeit standen nur noch deren Außenmauern. Später wurde an dieser Stelle das Amtsgefängnis errichtet. Nach dem Tod von Oberbaumeister Pigage 1796 wurde dessen Stelle nicht mehr besetzt. 1799 verstarb auch Karl Theodor, und 1802 ging das Schloss in den Besitz der Markgrafschaft Baden über, die 1803 zum Kurfürstentum erhoben wurde. Die Reste des Kupferstich- und Zeichnungskabinetts wurden aus dem Schloss in die Staatliche Graphische Sammlung München überführt. 
Im Großherzogtum Baden diente das Schloss von 1819 bis 1860 als Witwensitz von Stephanie von Baden, die mehrere größere Umbauten im damaligen Empirestil veranlasste und auch Wände und Zwischendecken einziehen ließ. Ab 1878 verlief die Linie der Mannheimer Pferdebahn, die nach Ludwigshafen führte, durch das Haupttor in den Ehrenhof des Schlosses, bog dort um 90 Grad nach Norden ab und durchfuhr auf ihrem Weg zur Rampe der Rheinbrücke den nördlichen Schlossflügel. Nach der Reichsgründung 1870/71 wurden große Teile des Schlossgartens durch den Bau der Eisenbahn und der Rheinbrücke zerstört. 
1884 wurde in der Mittelachse des Ehrenhofs ein Kaiser-Wilhelm-Denkmal von Gustav Eberlein aufgestellt; 1889 kamen östlich ein Neckarbrunnen und westlich ein Rheinbrunnen desselben Bildhauers hinzu. Der Ehrenhof wurde, dem damaligen Zeitgeist entsprechend, zur Schmuckanlage umgestaltet. Für den Bau der Bismarckstraße wurden 1907 die beiden barocken Wachhäuschen von Froimont näher ans Schloss versetzt. Im selben Jahr wurden der Karl-Theodor-Platz und der Karl-Philipp-Platz ebenfalls zu Schmuckanlagen umgestaltet und darin das Karl-Friedrich-Denkmal bzw. das Karl-Ludwig-Denkmal von Johannes Hoffart aufgestellt. Nach dem Untergang der Monarchie 1918 und der Gründung der Republik Baden eröffnete 1926 das Schlossmuseum, das u. a. die Vereinigten Sammlungen des vormaligen Großherzoglichen Hofantiquariums und des Mannheimer Altertumsvereins präsentierte.

### Zerstörung und Wiederaufbau
Im Zweiten Weltkrieg bei den Luftangriffen auf Mannheim 1943/44 wurde das Schloss fast vollständig zerstört. Das Kaiser-Wilhelm-Denkmal, der Rheinbrunnen und der Neckarbrunnen waren bereits 1942 als Metallspende eingeschmolzen und die Schmuckanlagen im Ehrenhof beim Bau eines Tiefbunkers beseitigt worden. In den ersten Nachkriegsjahren schien der Wiederaufbau des Schlosses ein utopischer Plan, und der Gedanke, die Ruinen abzubrechen, wurde lebhaft erörtert. Die Entscheidung der staatlichen Hochbauverwaltung Nordbaden im Jahr 1947, den einzigen leichter beschädigten Gebäudetrakt am westlichen Ehrenhofflügel wiederherzustellen und Räume für Behörden einzurichten, rettete am Ende das Schloss. Noch im Jahr 1947 begann die Sicherung der Schlossruine unter dem Stadtbaudirektor Rolf Becker. Der eigentliche Wiederaufbau erfolgte in den Jahren 1957 bis 1964.
Für die Verbreiterung der Bismarckstraße wurden 1958 nicht nur die beiden barocken Schlosswachhäuschen vor dem Ehrenhof abgerissen und durch das heutige Gitter ersetzt. Auch die beiden Vorplätze an den Querflügeln, der Karl-Theodor-Platz und der Karl-Philipp-Platz, wurden zerschnitten und die darauf stehenden Fürstendenkmäler, das Karl-Friedrich-Denkmal und das Karl-Ludwig-Denkmal, an die heutigen Stellen im Ehrenhof versetzt. 1965 ließ die Stadtverwaltung im Ehrenhof Rasenflächen und einen Springbrunnen anlegen. Im Mittelbau des Schlosses wurden in den 1960er Jahren einige bedeutende Räume (u. a. Treppenhaus, Rittersaal, Trabantensaal) rekonstruiert. Dabei wurden die Deckenbilder durch Carolus Vocke nach historischen Fotografien nachgemalt. Von den originalen Raumausstattungen ist nur die Kabinettsbibliothek der Kurfürstin weitgehend erhalten.

### Universität und Museum
Das Schloss wird seit dem Wiederaufbau vor allem von der Universität Mannheim und der Universitätsbibliothek Mannheim genutzt. Im Westflügel ist außerdem das Amtsgericht Mannheim untergebracht. Schloss Mannheim ist auch für Besichtigungen geöffnet. Es zählt zu den landeseigenen Monumenten und wird von den Staatlichen Schlössern und Gärten Baden-Württemberg verwaltet. Im Rittersaal finden unter anderem die Mannheimer Schlosskonzerte des Kurpfälzischen Kammerorchesters statt. Der Ehrenhof des Schlosses wird für kulturelle Großveranstaltungen genutzt.
Ab 2005 fanden im Vorfeld des 400-jährigen Stadtjubiläums 2007 umfangreiche Baumaßnahmen am und im Schloss statt. Dabei erhielten der Mittelbau sein ursprüngliches Mansarddach und der Ehrenhof sein historisches Steinpflaster zurück. Die Fassaden bekamen eine neue Fassung mit dunkelroten Gliederungen und gelben Wandflächen. Sowohl in das Mezzaningeschoss als auch in das nach alten Vorlagen neu errichtete Mansarddach zogen die Fachbereichsbibliotheken ein. In den frei gewordenen Räumen der Beletage entstanden nach Rückbau der nach 1945 entstandenen Raumstruktur die alten Zimmerfluchten des Kaiserlichen und Kurfürstlichen Quartiers neu. In ihnen und den nördlich angrenzenden Korridorbereichen sowie im Erdgeschoss wurde ein Schlossmuseum eingerichtet. Es zeigt Wandteppiche, Möbel und andere Kunstgegenstände aus kurpfälzischer und badischer Zeit in Dekorationen, die die ursprüngliche Erscheinung der Räume andeuten. Am 28. März 2007 wurde das neue Schlossmuseum im Mittelbau eröffnet.
Im Zusammenhang mit der Wiederherstellung der barocken Hofgestaltung gibt es Forderungen von Historikern und Architekten, die beiden barocken Schlosswachhäuschen zu rekonstruieren. Außerdem schlagen sie vor, die Bismarckstraße zu verschmälern, die beiden Vorplätze zu vergrößern und die beiden Fürstendenkmäler vom Ehrenhof wieder an die ursprünglichen Stellen zu versetzen. Darüber hinaus regen sie an, zwei von Froimont entworfene und in Stichen überlieferte Springbrunnen im Ehrenhof zu errichten.

## Film
- Glanz mit Gleisanschluss: das Mannheimer Schloss. Dokumentarfilm, Deutschland, 2007, 28 Min., Buch und Regie: Christina Brecht-Benze, Produktion: SWR, Reihe: Schätze des Landes, Film-Daten von WorldCat.
 Die Dokumentation zeigt das Schloss nach seiner Restaurierung 2005/06.